# Carrarese Calcio 1908 2017-2018
Questa voce raccoglie le informazioni riguardanti la Carrarese Calcio 1908 nelle competizioni ufficiali della stagione 2017-2018.

## Stagione
La Carrarese nel 2017-2018 disputa il settimo campionato consecutivo in Serie C, il quarantanovesimo nel terzo livello del calcio italiano. Allenata da Silvio Baldini raccoglie 55 punti con la settima posizione finale. Nei Play-off esordisce con un roboante (5-0) alla Pistoiese, ma poi nel secondo turno della fase a gironi viene eliminata (2-1) dalla Viterbese. In campionato la squadra gialloazzurra parte lenta, nel girone di andata vira con solo 24 punti. Fa meglio nel girone di ritorno con 31 punti. Miglior marcatore Ciccio Tavano che firma 18 reti in campionato. Nella Coppa Italia di Serie C la Carrarese disputa il girone A di qualificazione, che ha promosso il Monza.

## Divise e sponsor
Lo sponsor tecnico per la stagione 2017-2018 (la quarta consecutiva) è Joma, mentre lo sponsor ufficiale è Sagevan Marmi.
| Casa | Trasferta |

## Rosa
Rosa tratta dal sito ufficiale della Carrarese
| N. |                   | Ruolo | Calciatore         |
| -- | ----------------- | ----- | ------------------ |
| 1  | Italia (bandiera) | P     | Ettore Lagomarsini |
| 2  | Italia (bandiera) | D     | Marcello Possenti  |
| 3  | Italia (bandiera) | D     | Tiziano Andrei     |
| 4  | Ghana (bandiera)  | C     | Daniel Kofi Agyei  |
| 5  | Italia (bandiera) | D     | Stefano Cason      |
| 6  | Italia (bandiera) | D     | Fabio Maccabruni   |
| 7  | Italia (bandiera) | C     | Tommaso Tentoni    |
| 8  | Italia (bandiera) | C     | Giacomo Rosaia     |
| 9  | Italia (bandiera) | A     | Claudio Coralli    |
| 10 | Italia (bandiera) | A     | Francesco Tavano   |
| 11 | Italia (bandiera) | A     | Tommaso Biasci     |
| 12 | Italia (bandiera) | P     | Simone Moschin     |
| 13 | Italia (bandiera) | D     | Giacomo Benedini   |
| 15 | Italia (bandiera) | D     | Alessio Benedetti  |

| N. |                    | Ruolo | Calciatore           |
| -- | ------------------ | ----- | -------------------- |
| 16 | Brasile (bandiera) | D     | Thiago Cazé          |
| 17 | Italia (bandiera)  | A     | Simone Saporetti     |
| 18 | Italia (bandiera)  | A     | Davide Cais          |
| 19 | Italia (bandiera)  | C     | Kevin Piscopo        |
| 20 | Italia (bandiera)  | A     | Accursio Bentivegna  |
| 21 | Italia (bandiera)  | C     | Cassio Cardoselli    |
| 22 | Italia (bandiera)  | P     | Filippo Balestri     |
| 23 | Italia (bandiera)  | C     | Giovanni Foresta     |
| 25 | Italia (bandiera)  | D     | Michele Murolo       |
| 26 | Italia (bandiera)  | D     | Niccolò Maffini      |
| 27 | Italia (bandiera)  | A     | Andrea Vassallo      |
| 28 | Italia (bandiera)  | D     | Nicola Aldrovandi    |
| 29 | Italia (bandiera)  | C     | Alessandro Macchioni |
| 32 | Italia (bandiera)  | C     | Marco Marchionni     |

## Risultati

### Serie C girone A

#### Girone di andata
| Arbitro: | Maranesi (Ciampino) |

|  |           |             |
|  | Marcatori | 30’ Tentoni |

| Arbitro: | Luciani (Roma) |

|            |           |  |
| Tavano 58’ | Marcatori |  |

| Arbitro: | Gariglio (Pinerolo) |

|                                                       |           |                                   |
| Jefferson 16’ (rig.), 29’ Cenciarelli 22’ Ngissah 67’ | Marcatori | 62’ Biasci 73’ Piscopo 78’ Tavano |

| Arbitro: | Di Cairano (Ariano Irpino) |

|                             |           |  |
| Coralli 54’, 70’ Tavano 85’ | Marcatori |  |

| Arbitro: | Cascone (Nocera Inferiore) |

|                                                |           |  |
| Palazzo 40’ Giudici 50’ Origlio 61’ Ponsat 88’ | Marcatori |  |

| Arbitro: | Paterna (Teramo) |

|            |           |                         |
| Tavano 64’ | Marcatori | 44’, 74’ (rig.) Marotta |

| Arbitro: | Camplone (Pescara) |

|                            |           |                                                      |
| Ceccarelli 12’, 59’ (rig.) | Marcatori | 29’ Vassallo 40’ Piscopo 56’, 76’ Coralli 75’ Biasci |

| 8 ottobre 2017, ore CET 8ª giornata |  | – Turno di riposo Carrarese |  |  |

| Arbitro: | Acanfora (Castellammare di Stabia) |

|                        |           |                               |
| Bruno 11’ F. Perna 51’ | Marcatori | 34’ Bentivegna 45+1’ Vassallo |

| Arbitro: | De Remigis (Teramo) |

|                 |           |           |
| Biasci 64’, 66’ | Marcatori | 35’ Sanna |

| Arbitro: | Curti (Milano) |

|                                |           |                      |
| Arrigoni 29’, 54’ Fanucchi 60’ | Marcatori | 9’ Andrei 21’ Tavano |

| Arbitro: | Provesi (Treviglio) |

|                       |           |                |
| Tavano 36’ Biasci 50’ | Marcatori | 16’ M. Marconi |

| Arbitro: | Santoro (Messina) |

|                       |           |                             |
| Biasci 13’ Tavano 67’ | Marcatori | 70’, 82’ Eusepi 85’ Masucci |

| Arbitro: | Feliciani (Teramo) |

|           |           |            |
| Segre 18’ | Marcatori | 49’ Tavano |

| Arbitro: | Carella (Bari) |

|                             |           |  |
| F. Moscati 41’ Vitiello 78’ | Marcatori |  |

| Arbitro: | D. Miele (Torino) |

|                                               |           |            |
| Bentivegna 16’ Vassallo 52’ Tavano 89’, 90+4’ | Marcatori | 64’ Caponi |

| Arbitro: | Rossetti (Ancona) |

|                            |           |            |
| Luperini 12’ Hamlili 90+2’ | Marcatori | 5’ Coralli |

| Arbitro: | Maggioni (Lecco) |

|                             |           |                                             |
| Tavano 59’ Bentivegna 90+5’ | Marcatori | 2’ Vantaggiato 4’ (aut.) Cason 49’ Pirrello |

| Arbitro: | De Tullio (Bari) |

|                   |           |                   |
| Moscardelli 90+2’ | Marcatori | 60’ (rig.) Tavano |

#### Girone di ritorno
| Arbitro: | Moriconi (Roma) |

|               |           |             |
| Bentivegna 1’ | Marcatori | 66’ Zamparo |

| Arbitro: | Clerico (Torino) |

|  |           |             |
|  | Marcatori | 3’ Vassallo |

| Arbitro: | Clerico (Torino) |

|  |           |             |
|  | Marcatori | 3’ Vassallo |

| Arbitro: | Annaloro (Collegno) |

|                    |           |            |
| Ragatzu 25’ (rig.) | Marcatori | 90+5’ Cais |

| Arbitro: | Rutella (Enna) |

|             |           |  |
| Coralli 40’ | Marcatori |  |

| Siena 11 febbraio 2017, ore CET 25ª giornata | Siena              | 0 – 0 | Carrarese | Stadio Artemio Franchi\| Arbitro: \| Valiante (Salerno) \| |
| Arbitro:                                     | Valiante (Salerno) |       |           |                                                            |

| Arbitro: | Raciti (Acireale) |

|                                                          |           |  |
| Bentivegna 26’ (rig.) Vassallo 70’ Tavano 77’ Biasci 81’ | Marcatori |  |

| 25 febbraio 2017, ore CET 27ª giornata |  | – Turno di riposo Carrarese |  |  |

| Arbitro: | Andreini (Forlì) |

|                        |           |                       |
| Tavano 29’ Tortori 32’ | Marcatori | 9’ Marotta 86’ Okyere |

| Arbitro: | Di Cairano (Ariano Irpino) |

|            |           |                             |
| Nuvoli 60’ | Marcatori | 25’ (rig.), 38’, 43’ Tavano |

| Arbitro: | Meleleo (Casarano) |

|                        |           |  |
| Tavano 68’ Coralli 79’ | Marcatori |  |

| Arbitro: | Proietti (Terni) |

|                                                                |           |  |
| Fischnaller 18’, 28’, 63’ Chinellato 26’ (rig.) Bellazzini 69’ | Marcatori |  |

| Arbitro: | D. Miele (Torino) |

|  |           |                                     |
|  | Marcatori | 35’ (aut.) Lisuzzo 90+2’ Cardoselli |

| Arbitro: | Cosso (Reggio Calabria) |

|                          |           |  |
| Coralli 86’ Biasci 90+3’ | Marcatori |  |

| Arbitro: | Vigile (Cosenza) |

|                     |           |  |
| Coralli 2’ Cais 61’ | Marcatori |  |

| Arbitro: | Santoro (Messina) |

|                  |           |            |
| Grassi 9’ (rig.) | Marcatori | 38’ Biasci |

| Arbitro: | G. Miele (Nola) |

|             |           |            |
| Piscopo 75’ | Marcatori | 43’ Regoli |

| Arbitro: | Dionisi (L'Aquila) |

|                   |           |          |
| Vantaggiato 45+2’ | Marcatori | 15’ Cais |

| Arbitro: | Nicoletti (Catanzaro) |

|  |           |               |
|  | Marcatori | 90+1’ Cellini |

### Play-off
| Arbitro: | Robilotta (Sala Consilina) |

|                                                                  |           |  |
| Agyei 21’ (rig.) Biasci 37’ Tortori 41’ Foresta 61’ Vassallo 83’ | Marcatori |  |

| Arbitro: | Sozza (Seregno) |

|                                 |           |            |
| Jefferson 3’ Di Paolantonio 50’ | Marcatori | 57’ Murolo |

### Coppa Italia Lega Pro

#### Fase eliminatoria a gironi
| Monza 6 agosto 2017, ore 18:30 CEST 1ª giornata | Monza             | 0 – 0 referto | Carrarese | Stadio Brianteo\| Arbitro: \| Bitonti (Bologna) \| |
| Arbitro:                                        | Bitonti (Bologna) |               |           |                                                    |

| Arbitro: | Clerico (Torino) |

|                         |           |                              |
| Vassallo 13’ Tavano 33’ | Marcatori | 61’ Crisitni 90+4’ Quitadamo |